# 大唐西域記

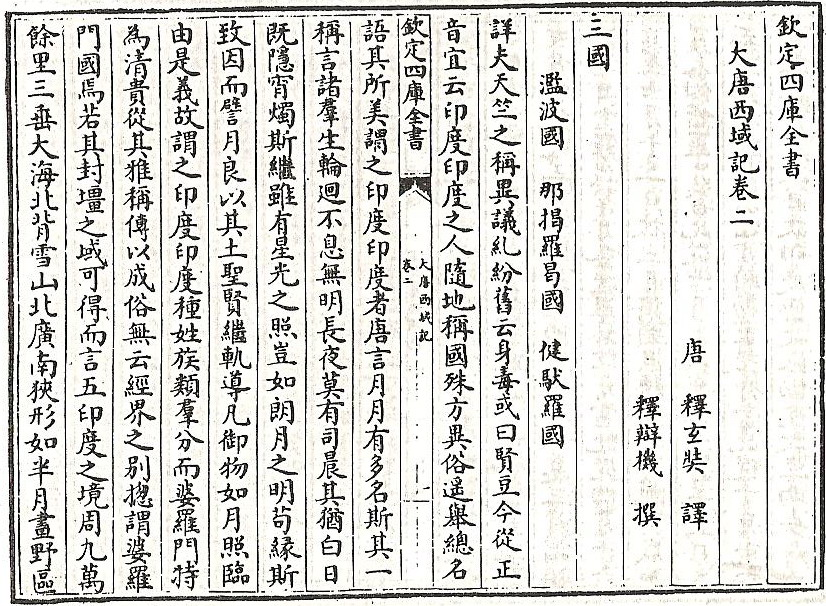
《大唐西域記》書影

《大唐西域記》，簡稱《西域記》，為唐代著名高僧玄奘口述，門人辯機執筆編集而成。《大唐西域記》共十二卷，成書於唐貞觀二十年（646年），為玄奘遊歷印度、西域旅途17年間之遊歷見聞錄，其中包括了新疆至南印度一百四十多個國家的風土人情，提供大量印度 史料，在四庫全書之中為史部地理外紀類。

## 內容
《大唐西域記》共十二卷，並非以玄奘旅行的路線，而是按地區排列，记录新疆至印度沿途所見國家的地理、交通、氣候、物產、政治、宗教信仰、語言文字、教育、刑法、禮儀、賦稅、人文風俗描述下來，其中也穿插聽到傳聞而沒有親自到過的國家，用「行」和「至」兩字區分。此書由玄奘口述，由弟子辩机执笔，於贞观二十年(646年)七月完成。据專家王世平表示，“玄奘用脚步量出的里程，竟准确到一里不差，使斯坦因感佩到五体投地的地步”。
- 卷第一講述阿耆尼國（焉耆）、屈支國（龜茲）、跋祿迦國、赭時國、颯秣建國、弭秣賀國、劫布呾那國、喝捍國、捕喝國、伐地國、貨利習彌伽國、羯霜那國、窣堵利瑟那國，睹貨邏國、呾蜜國、赤鄂衍那國、忽露摩國、鞠和衍那國、鑊沙國、珂咄羅國、拘謎陀國、縛伽浪國、紇露悉泯健國、忽懍國、縛喝國、銳秣陀國、胡寔健國、呾剌健國、揭職國、梵衍那國、迦畢試國等三十四國。
- 卷第二，先對印度進行總的描述，更改舊譯名「身毒」和「天竺」為「印度」，這個譯名一直沿用至今。然後講述濫波國、那揭羅曷國、健馱邏國等三個國家（今阿富汗境內）。
- 卷第三敘述北印度八國：烏仗那國、缽露羅國、呾叉始羅國、僧訶捕羅國、烏剌屍國、迦濕彌羅國、半笯嗟國、遏羅闍補羅國。
- 卷第四敘述十五國，
  - 北印度五國：磔迦國、至那僕底國、闍爛達羅國、屈露多國、設多圖盧國。
  - 中印度十國：波理夜呾羅國、秣菟羅國、薩他泥濕伐羅國、窣祿勤那國、秣底補羅國、婆囉吸摩補羅國、瞿毗霜那國、堊醯掣呾羅國、毗羅刪那國、劫比他國。
- 卷第五敘述中印度六國：羯若鞠闍國、阿踰陀國、阿耶穆佉國、缽邏耶伽國、憍賞彌國、鞞索迦國。
- 卷第六敘述中印度四國：室羅伐悉底國、劫比羅伐窣堵國、藍摩國、拘尸那揭羅國。
- 卷第七敘述中印度五國：婆羅痆斯國、戰主國（龍藏這兩個國家列在第六卷）、吠舍釐國、弗栗恃國和尼波羅國。
- 卷第八：摩揭陀國上
- 卷第九：摩揭陀國下
- 卷第十：十七国
  - 中印度四國：伊爛拏缽伐多國、瞻波國、羯朱嗢只羅國、奔那伐彈那國（英语：Pundravardhana）、
  - 東印度八國：迦摩縷波國、三摩呾吒國、耽摩栗底國、羯羅拏蘇伐剌那國、烏荼國、恭御陀國、羯稜伽國、憍薩羅國、
  - 南印度五國：案達羅國、馱那羯磔迦國、珠利耶國、達羅毗荼國、秣羅矩吒國。
- 卷第十一 二十三國：
  - 僧伽羅國（雖非印度之國路次附出）。
  - 南印度：恭建那補羅國、摩訶剌他國、跋祿羯占婆國、摩臘婆國、阿吒厘國、契吒國、伐臘毗國、阿難陀補羅國、蘇剌他國、瞿折羅國、鄔闍衍那國、擲枳陀國、摩醯濕伐羅補羅國。
  - 西印度：信度國、茂羅三部盧國、缽伐多國、阿點婆翅羅國、狼揭羅國。
  - 波剌斯國（即波斯帝國薩珊王朝，雖非印度之國路次附出舊曰波斯）
  - 拂懍國（即東羅馬帝國）
  - 西印度：臂多勢羅國、阿輿荼國、伐剌挐國。
- 卷第十二講述了從帕米尔，經南疆和闐、羅布泊所過二十二國：
  - 漕矩吒國（訶達羅支）、弗栗恃薩儻那國
  - （睹貨邏故國）：安呾羅縛國、闊悉多國、活國、瞢揵國、阿利尼國、曷邏胡國、訖栗瑟摩國、缽利曷國、呬摩呾羅國、缽鐸創那國、淫薄健國、屈浪拿國、達摩悉鐵帝國（都城昏驮多，即今汉杜德（英语：Khandud）），位于瓦罕山谷中潘扎水南岸冲积扇上）。
  - 屍棄尼國、商彌國、朅盤陁國（都城石头城，即今塔什库尔干县城）、烏鎩國（即莎车绿洲）、佉沙國、斫句迦國、瞿薩旦那國。

全書講述了所親自經過的110個國家，聽到傳聞的28個國家，以及附帶提及的12個國家。

## 意義
《大唐西域記》是記載中國佛教史的重要文獻。書內記錄了當時新疆與印度各地的佛教流派，亦記錄印度其他宗教分佈，如耆那教、印度教等，有助於研究中世紀印度宗教的流佈。除記錄宗教外，他還記錄當地語言，分析各地語言的異同，有助解讀十九世紀末在新疆發現的各種語言文書。1834年德国学者朱利斯·克拉普罗特出版《玄奘在中亚与印度的旅行》一书，是迄今所見最早介绍玄奘的著作之一。1857年法国学者儒莲將《大唐西域记》譯成法文，开创西方學者研究玄奘之先河。中國长期以来，很少有人进行系统的整理研究，一直到文化大革命結束後，才有大量的研究。1983年季羡林等人集体合作了《大唐西域记校注》。
《大唐西域記》對研究印度歷史相當重要，因為印度民族雖然創造重要的古代文化，但不注重記錄歷史，印度歷史學家阿塔尔·阿里教授說：“如果沒有法顯、玄奘和馬歡的著作，重建印度歷史是完全不可能的。”印度國徽獅頭柱和國旗上的法輪圖案，都是來源於鹿野苑（sarnath）的考古發掘，而鹿野苑、那爛陀寺、菩提伽耶阿育王大塔、桑奇大塔印度著名佛教遺址的發掘，都是英國考古學家亞歷山大·卡寧厄姆自19世紀始依照玄奘的描述找到的。玄奘在書中曾描述了巴米揚大佛（在2001年被阿富汗塔利班政府所毀）。唯一統一古代印度的阿育王事跡亦多源自於玄奘的記載。

## 版本

### 原文（+注解）
- 敦煌唐寫本殘卷，英國大英博物館藏S.2659（卷第一）、S.958（卷第三首段）與法國巴黎國家圖書館藏P.3814(卷第二)
- 高麗王朝文宗時代（1047－1082)高麗藏本，存卷五至十

- 高宗二十三年起重刻(1236)新麗藏本，有敬播序
- 日本京都帝國大學重印新麗藏本，有考異

- 北宋崇寧二年福州等覺禪院刊本，存卷第四
- 金刊趙城藏本存卷第十一、十二
- 南宋安吉州資福寺思溪藏刊本，存卷二至五、卷七至十二，共十卷
- 元普寧藏本
- 明洪武刊南藏本
- 明永樂刊北藏本
- 明嘉興府楞嚴寺刊本
- 1957年金陵刻經處，呂澂校刊本
- 1955年北京文学古籍刊行社刊本
- 1977年上海人民出版社，章巽校本
- 1985年中華書局，季羨林等校注《大唐西域記校注》ISBN 7-101-00644-2

- 1987年新文豐出版公司重印 ISBN 957-17-1023-7
- 2000年中華書局《中國交通史籍叢刊》重印
- 2004年中華書局《中國交通史籍叢刊》重印 上下册  ISBN 7-101-02453-X

### 古译本
- 藏譯本 （页面存档备份，存于）

### 今譯本

#### 汉譯本
- 1985年陝西人民出版社，季羨林譯《〈大唐西域記〉今譯》
- 1990年巴蜀書社章巽、芮傳明著《大唐西域記導讀》
- 2003年三民書局陳飛譯《新譯大唐西域記》

#### 英譯本
- Hsuan-Tsang, Si-yu-ki,Buddhist Records of The Western World, 英国伦敦大学汉语教授毕尔翻译 (London, 2 vols., 1884. 1969年印度德里重印本：Volume 1 (PDF 21.5 MB) Volume2 (PDF 16.9 MB)
- On Yuan Chwang's Travels in India tr.Thomas Watters. Reprint. New Delhi, Munshiram Manoharlal, 1996 ISBN 81-215-0336-1.（此譯本初版於1905年在倫敦出版）
- 1995年李荣熙英译本：The Great Tang Dynasty Record of the Western Regions. Numata Center for Buddhist Translation and Research. Berkeley, California. ISBN 1-886439-02-8

#### 法譯本
- Julien Stanislav（M·斯坦拉·儒莲）, Mémoires sur les contrées occidentales, 1857 Paris. Vol.1 Vol.2

#### 日譯本
- 《大唐西域記》 玄奘著，水谷真成譯 1971 平凡社（收入《中國古典文學大系》叢書）

#### 俄譯本
- 1862年俄国学者Klass0sky根据M·斯坦拉·儒莲法译本又转译成俄文本。[來源請求]
- 纳塔利娅·弗拉基米罗夫娜·亚历山德洛娃（Наталия Владимировна Александрова）的译本，带注释，根据1955年北京文学古籍刊行社出版的《大唐西域记》汉文版翻译。[4]